# Stan Greavu Dunăre
Stan Greavu Dunăre (n. 5 aprilie 1905, Seimeni, România – d. 10 mai 1929, Cernavodă, Constanța, România) a fost un scriitor român.

## Biografie și activitate literară
Fiul unei familii de ciobani, se naște în mediul sărac al unui mic sat dobrogean, pe malul Dunării. Dotat cu o minte ageră, cu memorie bună, cu vădite înclinații spre literatură, Stan Greavu recita și scria compuneri cu multă ușurință. Aceste calități îl determină pe învățătorul Gheorghe Robitu să-i influențeze părinții pentru a putea învăța în continuare.
în 1921 s-a înscris la Școala Normală din Constanța; în 1923 s-a transferat la Școala Normală din Oradea, iar clasa a V-a a sfîrșit-o la Școala Normală din Făgăraș.
Până în 1928 a îndeplinit funcția de învățător-suplinitor. Paralel cu activitatea la catedră a dus o intensă muncă de culturalizare a maselor, ținând conferințe și devenind director-redactor la un anuar ilustrat. Munca sa de căpetenie rămâne însă culegerea materialelor privitoare la Dobrogea, străbătând în acest scop satele regiunii, citind un material imens și întocmind monografii.
În 1928, Greavu-Dunăre a plecat la București, s-a încadrat muzeograf la Muzeul de Etnografie, iar lucrarea căreia îi închinase tinerețea Bibliografia Dobrogei de la anul 425 î.e.n. până în 1928 e.n. a fost prezentată de prof. George Vîlsan în ședința Academiei de la 6 iulie 1928. În același an lucrarea este tipărită în "Memoriile secțiuni istorice". Din cealaltă lucrare a sa, la fel de importantă, Bibliografia Dunării nu s-au păstrat decât 25 de pagini.
A murit la 10 mai 1929 la Cernavodă, în vârstă de 24 de ani în urma unei răceli contractate în deplasările întreprinse prin satele regiunii. 